# Antigonea de Caònia

Mapa amb la ubicació aproximada d'algunes de les principals ciutats de l'antic Epir, en què s'aprecia la situació d'Antigonea, al nord, a l'interior

Antigonea (grec: Αντιγόνεια), també transliterada com Antigonia i Antigoneia, fou una ciutat de l'antiga regió de Caònia. Pirros, el seu fundador, l'anomenà així en honor a una de les seues dones, Antígona, filla de Berenice I d'Egipte.
Les seues ruïnes es troben al sud de la població de Saraginisht, al terme municipal d'Antigonë, Districte de Gjirokastër, Albània. La zona ha estat declarada Parc Arqueològic Nacional pel Govern albanés. Les ruïnes són accessibles des de Gjirokastër.
El Parc Arqueològic organitza anualment des del 2007 el Festival dels Ritus Pagans i dels Jocs Populars (en albanés: Festivali Riteve Pagane dhe Lojnave Popullore).